# Oberea wittei
Oberea wittei är en skalbaggsart som beskrevs av Stefan von Breuning 1954. Oberea wittei ingår i släktet Oberea och familjen långhorningar. Inga underarter finns listade i Catalogue of Life.